# Finn Dahmen
Finn Gilbert Dahmen (Wiesbaden, 27 marzo 1998) è un calciatore tedesco, portiere dell'Augusta.

## Biografia
Nato in Germania, sua madre è inglese.

## Carriera

### Club
Cresciuto nel settore giovanile del Magonza, debutta in prima squadra il 3 gennaio 2021 in occasione dell'incontro di Bundesliga perso 5-2 contro il Bayern Monaco.
L'11 aprile 2018 va a segno con la squadra riserve, segnando il gol del definitivo 1-1 contro lo Stoccarda II nei minuti finali del match.
Il 1º giugno 2023 viene ufficializzato il suo passaggio all'Augusta, firmando un contratto valido fino al 2026. Debutta con la nuova maglia nella sconfitta nel primo turno di DFB-Pokal contro il Unterhaching per 2-0. Sei giorni dopo debutta in campionato nel pareggio pirotecnico 4-4 contro il Borussia Mönchengladbach.

### Nazionale
Nel 2021 viene convocato dalla nazionale under-21 per il campionato europeo di categoria; il 24 marzo scende in campo nel match della fase a gironi contro l'Ungheria.

## Statistiche

### Presenze e reti nei club
Statistiche aggiornate al 27 aprile 2024.
| Stagione        | Squadra         | Campionato      | Campionato | Campionato | Coppe nazionali | Coppe nazionali | Coppe nazionali | Coppe continentali | Coppe continentali | Coppe continentali | Altre coppe | Altre coppe | Altre coppe | Totale | Totale  | Totale |
| Stagione        | Squadra         | Comp            | Pres       | Reti       | Comp            | Pres            | Reti            | Comp               | Pres               | Reti               | Comp        | Pres        | Reti        | Pres   | Reti    |        |
| --------------- | --------------- | --------------- | ---------- | ---------- | --------------- | --------------- | --------------- | ------------------ | ------------------ | ------------------ | ----------- | ----------- | ----------- | ------ | ------- | ------ |
| 2017-2018       | Magonza II      | RL              | 27         | -47; 1     |                 | -               | -               |                    | -                  | -                  |             | -           | -           | 27     | -47; 1  |        |
| 2018-2019       | Magonza II      | 3L              | 32         | -44        |                 | -               | -               |                    | -                  | -                  |             | -           | -           | 32     | -44     |        |
| 2019-2020       | Magonza II      | RL              | 10         | -12        |                 | -               | -               |                    | -                  | -                  |             | -           | -           | 10     | -12     |        |
| 2020-2021       | Magonza II      | RL              | 1          | -3         |                 | -               | -               |                    | -                  | -                  |             | -           | -           | 1      | -3      |        |
| Totale Mainz II | Totale Mainz II | Totale Mainz II | 70         | -106; 1    |                 | -               | -               |                    | -                  | -                  |             | -           | -           | 70     | -106; 1 |        |
| 2020-2021       | Magonza         | BL              | 3          | -10        | CG              | 0               | 0               |                    | -                  | -                  |             | -           | -           | 3      | -10     |        |
| 2021-2022       | Magonza         | BL              | 2          | -3         | CG              | 0               | 0               |                    | -                  | -                  |             | -           | -           | 2      | -3      |        |
| 2022-2023       | Magonza         | BL              | 8          | -16        | CG              | 2               | -4              |                    | -                  | -                  |             | -           | -           | 10     | -20     |        |
| Totale Mainz    | Totale Mainz    | Totale Mainz    | 13         | -29        |                 | 2               | -4              |                    | -                  | -                  |             | -           | -           | 15     | -33     |        |
| 2023-2024       | Augusta         | BL              | 31         | -52        | CG              | 1               | -2              | -                  | -                  | -                  | -           | -           | -           | 32     | -54     |        |
| Totale carriera | Totale carriera | Totale carriera | 114        | -187; 1    |                 | 3               | -6              |                    | -                  | -                  |             | -           | -           | 117    | -193; 1 |        |

## Palmarès

### Nazionale
- Campionato d'Europa Under-21: 1

Ungheria/Slovenia 2021